# Olga Margarita Alvarado
Pour les articles homonymes, voir Alvarado.
Olga Margarita Alvarado Rodríguez, née le 22 novembre 1981, est une femme politique hondurienne, membre du Parti national. Entre 2018 et 2022, elle est deuxième vice-présidente de la République, sous la présidence de Juan Orlando Hernández.

## Biographie
Née en 1981, Olga Margarita Alvarado est diplômée en administration des affaires de l'université catholique du Honduras. Elle est sous-secrétaire puis secrétaire d'État dans les bureaux de la jeunesse du gouvernement du président Porfirio Lobo, dirigeant les politiques liées à la jeunesse et mettant en œuvre le projet Youth Initiative. De janvier 2015 à mai 2017, elle est sous-secrétaire aux Politiques et à l'Inclusion au sein du secrétariat pour le Développement de l'inclusion sociale (Sedis). Elle est à l'initiative de programmes d'aide, tels que Ciudad Mujer.
Choisie pour devenir deuxième vice-présidente de la République sous la bannière du Parti national, elle est élue aux côtés de Juan Orlando Hernández lors des élections de 2017. Elle entre en fonction en janvier 2018.